# Garcilaso de la Vega
Garcilaso de la Vega (Toledo, 1501. – Nica, Francuska, 14. listopada 1536.),  španjolski vojnik i pjesnik. 
Smatra se jednim od najvećih pjesnika španjolske knjževnosti. Točan datum njegovog rođenja je nepoznat, no prema procjenama nekih stručnjaka, rođen je u razdoblju od 1498. do 1503.

## Životopis
Garcilaso je rođen u španjolskom gradu Toledo. Njegov otac, Pedro Suárez de Figueroa, bio je cijenjen na dvoru Katoličkih kraljeva. Majka mu se zvala Sancha de Guzmán. Garcilaso je imao šestero braće i sestara: Leanor, Pedro, Fernando, Francisco, Gonzalo, i Juana. Garcilaso nije bio prvorođeni sin, tako da, nakon očeve smrti, nije dobio prava na njegovo nasljeđe. Ipak, u toku svoje mladosti stekao je veliko obrazovanje, naučio se sporazumijevati na pet jezika (španjolski, grčki, latinski, talijanski i francuski), i naučio svirati citru, lutnju i harfu. Nakon školovanja, priključio se vojsci u nadi da će postati članom kraljevske garde. Nosio je titulu tjelesnog čuvara (contino) Karla V, cara Svetog Rimskog Carstva od 1520., a 1523. postao je članom Reda Sv. Santiaga.
Nekoliko žena je obilježilo život ovog pjesnika. S prvom ljubavnicom, Guiomar Carrillo, je imao izvanbračnog sina Lorenza. Sumnja se da je njegova druga ljubavnica bila Isabela Freire, prva dama kraljice Izabele Portugalske. 1525., Garcilaso se oženio Elenom de Zúñiga, damom kraljeve najdraže sestre, Leonor. Živjeli su u Garcilasovom rodnom mjestu, Toledu, na jednom od obiteljskih imanja. S njom je dobio još petero djece: Garcilaso, Íñigo de Zúñiga, Pedro de Guzmán, Sancha, i Francisco.
Garcilaso je sudjelovao u brojnim bitkama i kampanjama koje je vodio Karlo V. Po dužnosti boravio je u Italiji, Njemačkoj, Tunisu i Francuskoj. 1532. godine prognan je na otok na Dunavu na kraći period, gdje je bio gost baruna Györgya Csesznekya. Posljednja bitka u kojoj je sudjelovao odigrala se u Francuskoj. Cilj je bio osvojiti Marseille i ostvariti kontrolu nad Sredozemnim morem, no kraljeva vojska ga nije bila u stanju realizirati. Garcilaso de la Vega je umro 14. listopada 1536. u Nici, u Francuskoj, 25 dana nakon što je zadobio povredu u bici kod Le Muya. Njegovo tijelo je prvobitno sahranjeno u crkvi Sv. Dominga u Nici, da bi dvije godine kasnije, po želji njegove supruge, tijelo bilo premješteno i sahranjeno u crkvi Sv. Pedra Martira u Toledu.